# Idaea pediculata
Idaea pediculata är en fjärilsart som beskrevs av Fletcher 1958. Idaea pediculata ingår i släktet Idaea och familjen mätare. Inga underarter finns listade i Catalogue of Life.